# Xemeneia del Vapor Cremat
La Xemeneia del Vapor Cremat és una obra d'Olesa de Montserrat (Baix Llobregat) protegida com a Bé Cultural d'Interès Local.

## Descripció
Xemeneia de forma troncocònica feta amb maó refractari, morter de calç i catorze anelles de ferro. La base és de planta quadrada construïda amb els mateixos materials i té una cornisa esglaonada amb gran volada.

## Història
Aquesta xemeneia pertany a l'antiga fàbrica coneguda amb el nom de vapor Cremat, posteriorment anomenada Paños Margarit, en funcionament des del 1883 fins al 1977. La fàbrica va ser enderrocada fa pocs anys sent la xemeneia l'únic element que s'ha conservat del conjunt d'aquest edifici industrial. Els germans Llorenç i Carles Margarit disposaven l'any 1856 d'un petit taller tèxtil a la vila que es consolidà a fins a construir la fàbrica Margarit Hermanos. Es van fusionar amb el negoci tèxtil de Joan Campañà, l'any 1883 i l'empresa es va anomenar Campañà-Margarit i Compañia. El creixement de l'empresa va comportar la construcció d'una nova nau més gran. El nom de Vapor Cremat li ve d'un incendi que va succeir el 1887 i que va suposar un cop per a l'empresa.
A partir de 1901 la fàbrica adoptarà diferents noms, però sense canviar de capital. Durant la Guerra Civil (1936-1939) l'empresa es va col·lectivitzar i passà a ser dirigida per un comité de treballadors. A partir de 1940 va rebre el nom de "Paños Margarit, S.A.", fins a la seva desaparició, l'any 1977. El Vapor Cremat tenia un sistema de producció vertical, ja que s'hi elaborava la filatura, els teixits, els acabats i els tints; comptava amb la cadena de producció completa.